# Coogoon Valles
Le Coogoon Valles sono una struttura geologica della superficie di Marte.